# Phényldichlorarsine
La phényldichlorarsine, ou PD dans la nomenclature de l'OTAN, est un composé organo-arsénié de formule chimique C6H4AsCl2 utilisé comme arme chimique pour la première fois en 1917 par l'armée allemande au cours de la Première Guerre mondiale. Elle était appelée Pfiffikus côté allemand et « Sternite » côté français. Il s'agit d'un liquide huileux incolore à l'odeur d'ail ou de raifort insoluble dans l'eau, dans laquelle elle s'hydrolyse rapidement lorsqu'elle est chauffée en formant de l'acide chlorhydrique HCl. L'autre produit de l'hydrolyse est l'acide phénylarsénieux, très irritant pour la peau et les muqueuses. Elle se comporte chimiquement de manière analogue à la lewisite et est considérée comme un vésicant incapacitant et vomitif. Elle a été développée pour être utilisée en milieu humide en raison de sa tendance à persister dans les endroits frais et abrités.
Elle fut synthétisée pour la première fois en 1878 par La Coste et Michaelis par synthèse directe à partir de trichlorure d'arsenic AsCl3 et de benzène C6H6. Le chlorure d'aluminium AlCl3 est un catalyseur de la réaction. Elle donne l'adamsite par réaction avec la diphénylamine.
La diphénylchlorarsine présente un effet fortement irritant pour les voies respiratoires supérieures. L'inhalation de cette substance provoque des lésions pulmonaires, une pneumonie aiguë et un œdème aigu du poumon. Elle peut être fatale à haute dose. Les lésions cutanées ne sont pas aussi marquées que celles provoquées par la lewisite, et ses effets sont moins durables. Elle forme des cloques qui tendent à plutôt bien cicatriser. Les lésions oculaires sont plus graves que celles de l'ypérite mais cicatrisent un peu mieux ; elles peuvent conduire à la cécité en cas d'exposition à de fortes doses de diphénylchlorarsine.